# Ритам злочина
Ритам злочина је југословенски филм из 1981. године, који је режирао Зоран Тадић, а сценарио је писао Павао Павличић.
Павао Павличић је написао сценарио по властитој причи "Добри дух Загреба".
Телевизијска верзија је имао наслов "Добри дух Загреба".

## Радња
У Трњу у загребачкој општини руше се старе куће да би се изградиле нове. Ускоро ће бити срушена и кућа професора, самца, који почиње озбиљније да размишља о кући, и свом одласку из ње, па и о целом кварту тек онда када се у његовом животу појаве Зденка, некадашња симпатија и бизарни статистичар Фабијан.

## Улоге
| Глумац            | Улога   |
| ----------------- | ------- |
| Ивица Видовић     | Ивица   |
| Фабијан Шоваговић | Фабијан |
| Божидарка Фрајт   | Зденка  |
| Томислав Готовац  |         |
| Тошо Јелић        |         |
| Срећко Јурдана    |         |
| Драгутин Клобучар |         |
| Зденка Траx       |         |

## Награде
- На међународном фестивалу фантастичног филму Фантаспорто у Порту (81.) - филм је награђен признањима за најбољи сценарио и глумца (Фабијан Шоваговић)[4][5][6]
- Пула 81' - Награда Меморијал Кокан Ракоњац за најпоетичнији филм[4][6]
- Ниш 81' - Велика повеља Божидарки Фрајт[4][7]
- Мадрид 82' - Награда Фабијану Шоваговићу Награда FIPRESCI[4][6]
- Брисел 83' - Награда најбољем продуценту Ненаду Пати[4][6]

## Културно добро
Југословенска кинотека је, у складу са својим овлашћењима на основу Закона о културним добрима, 28. децембра 2016. године прогласила сто српских играних филмова (1911-1999) за културно добро од великог значаја. На тој листи се налази и филм "Ритам злочина".